# Dimple Kapadia
Dimple Kapadia (Bombay, 8 de junio de 1957) es una actriz india de cine y televisión, conocida principalmente por actuar en películas del cine hindi.
Fue descubierta a los 14 años por Raj Kapoor, quien la eligió para el papel principal de su romance adolescente Bobby (1973), con éxito comercial y amplio reconocimiento público. Se casó con el actor indio Rajesh Khanna en el mismo año y se retiró de la actuación. Kapadia regresó al cine en 1984, dos años después de su separación de Khanna. Su película de regreso, Saagar (1985), se estrenó un año después y revivió su carrera. Ganó el premio Filmfare a la mejor actriz dos veces por Bobby y Saagar. Luego se estableció como una de las principales actrices del cine hindi en la década de 1980.
Si bien sus roles iniciales a menudo se basaban en su belleza percibida y su atractivo sexual, Kapadia estaba ansiosa por evitar ser estereotipada y expandir su rango. Posteriormente, asumió papeles más serios en una variedad de géneros cinematográficos, desde el cine convencional al paralelo, y recibió elogios por sus actuaciones en películas como Kaash (1987), Drishti (1990), Lekin ... (1991) y Rudaali. (1993).  Por interpretar a una doliente profesional en el último de estos, ganó el Premio Nacional de Cine a la Mejor Actriz y el Premio de la Crítica de Filmfare a la Mejor Actriz . Ella siguió con papeles secundarios en Gardish.(1993) y Krantiveer (1994), este último le valió un cuarto premio Filmfare.
Kapadia ha trabajado con menos frecuencia desde mediados de la década de 1990. Interpretó un papel secundario en Dil Chahta Hai (2001) y se destacó por su interpretación de una esposa de mediana edad con problemas en la producción estadounidense Leela (2002). Algunos de sus créditos cinematográficos posteriores incluyen papeles principales en Hum Kaun Hai? (2004), Pyaar Mein Twist (2005), Phir Kabhi (2008), Tum Milo Toh Sahi (2010) y What the Fish (2013), y papeles secundarios en Being Cyrus (2006), Luck by Chance (2009), Dabangg (2010), Cóctel (2012), Buscando a Fanny (2014),Angrezi Medium (2020) y Tenet (2020). Kapadia es la madre de Twinkle Khanna y Rinke Khanna ,ambas ex actrices.

## Biografía
Dimple Kapadia nació el 8 de junio de 1957 en Bombay , hija del fallecido empresario gujarati Chunibhai Kapadia y su esposa Bitti "Betty" (1939-2019).
Chunibhai era de una familia adinerada de Ismaili Khoja , cuyos miembros supuestamente habían "abrazado el hinduismo" mientras seguían considerando a Agha Khan como su mentor religioso; Bitti también era un ismaili, y de manera similar siguió a Aga Khan. Cuando era niña, Aga Khan III le dio el nombre de Ameena (literalmente, "honesta" o "digna de confianza" en árabe) a Dimple , aunque nunca se refirió a ella. Ella es la mayor de cuatro hermanos; sus hermanos, todos los cuales han muerto, son las hermanas Simple (también actriz) y Reem, y un hermano, Suhail.
La familia residía en Santacruz, Bombay y ella estudió en St Joseph's Convent High School. Se describió a sí misma como una persona que ha madurado rápidamente, a menudo haciendo amigos mayores. Tenía 15 años cuando aceptó casarse con el actor Rajesh Khanna , entonces de 30 años, después de un breve noviazgo. Habiendo sido fan de Khanna, más tarde se refirió al matrimonio como su "mayor colocón" durante este período. La boda, realizada según los ritos de Arya Samaj , tuvo lugar el 27 de marzo de 1973 en el bungalow de su padre en Juhu, seis meses antes del estreno de su primera película.Bobby. Se retiró de la actuación después del matrimonio y dio a luz a dos hijas, Twinkle (nacida en 1974) y Rinke (nacida en 1977).  Kapadia dijo que fue Khanna quien le prohibió su carrera como actriz después del matrimonio.
Kapadia se separó de Khanna en abril de 1982 y se mudó con sus dos hijas a la casa de sus padres. Regresó a la actuación dos años después. En una entrevista de 1985 con India Today , comentó: "La vida y la felicidad en nuestra casa llegaron a su fin el día que Rajesh y yo nos casamos", compartiendo su infeliz experiencia matrimonial, incluida la desigualdad y su infidelidad, y llamando a su matrimonio "una farsa". La hostilidad entre Khanna y Kapadia disminuyó con los años; a pesar de no haberse reunido nunca, se les veía juntos en fiestas; actuó frente a él en su película inédita Jai Shiv Shankar (1990) e incluso hizo campaña para su elección. Cuando se le preguntó en Filmfare en 2000 si quería volver a casarse, Kapadia respondió: "Estoy muy feliz y contenta  ... Una vez fue más que suficiente". Después de la muerte de Khanna en 2012, Kapadia dijo que su pérdida, junto con el fallecimiento de su hermana Simple y su hermano, la dejaron sintiéndose "verdaderamente abandonada". Sus hijas también se convirtieron en actrices y se retiraron después de establecerse.  Su hija mayor, Twinkle, está casada con el actor Akshay Kumar.
Kapadia es un amante del arte y ha experimentado en pintura y escultura. En 1998, fundó una nueva empresa, The Faraway Tree, que vende velas que ella diseña.  Habiendo sido una entusiasta de las velas y encontrando una terapia terapéutica en la fabricación de velas, pasó a desarrollar esta habilidad en Gales, donde tomó un taller con el artista de velas de Blackwood , David Constable. Se informó en la prensa que su empresa comercial había inspirado a otros fanáticos de las velas a comenzar sus propios negocios de ese tipo. Sus velas se presentaron y se ofrecieron a la venta en varias exposiciones.

## Inicios y Trayectoria
Debut (1973)
Kapadia, que era una ávida espectadora de películas, aspiraba a ser actriz incluso cuando era niña, pero su carrera como actriz la inició su padre, que solía socializar con gente de la industria cinematográfica y frecuentaba las fiestas organizadas por la guionista Anjana Rawail.  Debido a sus contactos, Dimple fue asignado casi a tocar la versión más joven de Vyjayanthimala 'carácter s en SA Rawail ' s Sunghursh (1968), pero finalmente fue descartado como parecía mayor que la parte llamada para. Después de rechazar una oferta para jugar el protagonista en Hrishikesh Mukherjee 's Guddi en 1970, otra oportunidad se presentó en 1971, cuandoRaj Kapoor estaba buscando una nueva actriz joven para interpretar el papel principal en su romance adolescente planeado. Munni Dhawan, un amigo cercano de Kapoor, sugirió que considerara a Kapadia, ya que había conocido a su padre.  A los 14 años, realizó una prueba de pantalla para la película en junio de ese año en los sets de una de las producciones de Kapoor, y fue elegida para el papel. La película se llamó Bobby y se estrenó en septiembre de 1973, momento en el que Kapadia ya estaba casada. Protagonizó al hijo de Kapoor, Rishi Kapoor, en su primer papel protagónico como Raj Nath, el hijo de un rico empresario hindú, y Kapadia recibió el papel principal de Bobby Braganza, la hija adolescente de un pescador cristiano de Goa.. La historia sigue la historia de amor entre Raj y Bobby ante la desaprobación de sus padres de su relación debido a los prejuicios de clase.
Bobby fue un gran éxito en la corriente principal y Kapadia fue alabada por su actuación, que le valió el premio Filmfare a la mejor actriz (empatado con Jaya Bhaduri por Abhimaan ).  Qurratulain Hyder de The Illustrated Weekly of India señaló que actuó con "natural facilidad y frescura".  Varias de sus líneas en la película se hicieron populares, en particular, "Mujhse dosti karoge?" ("¿Serás mi amiga?"),  y las "minifaldas, las camisas de lunares que dejaban al descubierto el abdomen y el legendario bikini rojo" que llevaba la convirtieron en un icono de la moda juvenil de la época en la India. En consecuencia, los vestidos de lunares a menudo se denominaban "Bobby Print".  Bhawana Somaaya de The Hindu le da crédito a Kapadia por iniciar la comercialización de recuerdos de películas en el país, y Mukesh Khosla de The Tribune informó que Bobby la estableció como una "figura de culto" mientras lideraba las tendencias de la moda.  En años posteriores, Kapadia acreditaría a Raj Kapoor por su desarrollo como actriz: "la suma total de mí hoy como actriz, sea lo que sea que sea, es Raj Kapoor".  En 2008, el portal web Rediffcalificó su actuación en la película como el cuarto mejor debut femenino de todos los tiempos en el cine hindi: "Una niña elfina con ojos grandes y hermosos, nadie retrató la inocencia tan memorablemente como Dimple en su primera salida. Ella fue sincera, sorprendente , y un verdadero natural ... aquí había una chica que redefiniría el glamour y la gracia, y haría que pareciera muy, muy fácil ". 
1984-1989
Kapadia regresó a la actuación en 1984, dos años después de su separación de Khanna en 1982,  y durante la próxima década, se convertiría en una de las actrices más importantes del cine hindi.  Kapadia acreditó que la razón de su regreso se debió a una necesidad personal de probarse a sí misma sus propias capacidades.  La primera película en la que trabajó, Saagar , dirigida por Ramesh Sippy , estaba destinada a ser su vehículo de regreso, pero su retraso de un año significó que varios de sus proyectos anteriores se lanzarían antes, el primero de los cuales fue Zakhmi Sher. (1984). Saagarfinalmente se estrenó en agosto de 1985 y fue controvertida por varias escenas con Kapadia, incluida una en la que se la vio en topless durante una fracción de segundo  La película fue elegida como la entrada oficial de la India a los 58º Premios de la Academia a la Mejor Película en Lengua Extranjera . La actuación de Kapadia como Mona D'Silva, una joven católica de Goa que se debate entre su amiga ( Kamal Haasan ) y el hombre que ama (Kapoor), le valió un segundo premio a la Mejor Actriz en los Filmfare Awards. Una revisión de Asiaweekapreció la película por su "narración pulida y técnica magistral" y etiquetó a Kapadia como "una delicia". Rediff.com señaló: "Dimple, atrapado entre un amigo y un amante, actuó de manera sólida y memorable, conectando a los dos protagonistas masculinos y haciendo que la película funcionara". Un número de 1993 de India Today escribió: " Saagar fue en muchos sentidos un himno a su increíble belleza. Se veía deslumbrante: cabello castaño rojizo, rostro clásico, ojos profundos, un aura de sensualidad. Estaba claro que había vuelto". 
Otras películas estrenadas antes de Saagar incluyeron a Manzil Manzil en 1984, así como a Aitbaar y Arjun en 1985. Kapadia tuvo un papel junto a Sunny Deol en Manzil Manzil , un drama dirigido por Nasir Hussain . Mientras hablaba de su experiencia positiva durante la realización de la película, expresó su falta de comodidad al interpretar la naturaleza rutinaria de canto y baile del papel.  Mukul Anand 's Aitbaar era un Hitchcockian suspenso por la que recibió críticas positivas. Interpretó a Neha, una joven adinerada cuyo marido codicioso (interpretado por Raj Babbar ) planea asesinarla. Hablando de su actuación, dijo que durante el rodaje fue "una bolsa de nervios", lo que finalmente terminó beneficiando su actuación, ya que su propio estado coincidió con la confusión interna de su personaje. Fue emparejada con Sunny Deol por segunda vez en Arjun , una película de acción dirigida por Rahul Rawail y con guion de Javed Akhtar . Fue su primer éxito comercial desde su regreso al cine. 
Feroz Khan 's Janbaaz (1986) cuenta la historia de un hombre que lucha la amenaza de las drogas. La película se hizo conocida por su escena de amor que involucra a Kapadia y al protagonista masculino Anil Kapoor , en la que los dos comparten un beso completo, algo a lo que los aficionados al cine hindi no estaban acostumbrados en esos días. Ese mismo año actuó junto a su coprotagonista de Saagar , Kamal Haasan, en su primera película regional, Vikram , una película de ciencia ficción en tamil. Interpretó el papel secundario de Inimaasi, una joven princesa que se enamora del personaje principal, interpretado por Haasan.  En 1987, ella apareció en dos películas de acción, que les fue bien con el público: Rajkumar Kohli 'sInsaniyat Ke Dushman e Insaaf de Mukul Anand, desempeñando el doble papel de bailarín y médico en este último. En ese momento, también trabajó en numerosas películas hindi hechas por productores del sur de la India , incluido Pataal Bhairavi , que detestaba. Ella ha confesado haber aceptado estos papeles por una ganancia económica más que por un mérito artístico durante este período, y señaló: "Me estremezco incluso ahora cuando pienso en esas películas. Como artista me corrompí por completo".
En 1987, interpretó el papel de Pooja en el drama Kaash de Mahesh Bhatt . Kapadia y Jackie Shroff interpretaron a una pareja separada que, durante una implacable batalla legal por la custodia de su único hijo, se entera de que el niño sufre de un tumor cerebral, lo que los hace reunirse para pasar los últimos meses de su vida en familia.  Antes de que comenzara el rodaje, lo llamó "el desafío artístico más serio que he enfrentado en mi carrera". Bhatt dijo que decidió incluirla en el papel porque conocía su propia experiencia marital, y señaló que durante el rodaje de la película ella "se acercó más y más a la verdad desnuda", tanto que "después de cierto punto , mentalmente no podía diferenciar entre Dimple y Pooja. Ella se convirtió en el personaje ".  La actuación de Kapadia como Pooja fue muy elogiada por la crítica. Pritish Nandy , editora de The Illustrated Weekly of India , escribió: "Hoyuelo logra lo imposible. Desprovista de su maquillaje deslumbrante, glamour y gestos cinematográficos, cobra vida como nunca antes: hermosa , sensible, intenso. Casi sientes que has descubierto una nueva actriz en la pantalla ". En un artículo sobre los mejores papeles de su carrera, The Times of India escribió: "Como ... [una] esposa sufrida que intenta ganarse la vida para ella y su hijo pequeño con trabajos ocasionales, Dimple mostró una inmensa fuerza como intérprete . Esta tiene que ser una de sus mejores y más desconocidas actuaciones ". Sukanya Verma señaló: "Ella interpretó a su Pooja con determinación estoica y una vulnerabilidad conmovedora, lo que hizo que su personaje fuera extremadamente creíble y comprensivo a la vez".
En Zakhmi Aurat (1988), Kapadia interpretó a Kiran Dutt, un oficial de policía que está sujeto a violación en grupo y, cuando el sistema judicial no logra condenar a los criminales, se une a otras víctimas de violación para castrar a los violadores en venganza.  Un éxito financiero, la película se abrió a una reacción polarizada de los críticos y atrajo aún más una amplia cobertura por su escena de violación larga y brutal que involucra a Kapadia. Khalid Mohamed de The Times of India destacó la "actuación llena de poder" de Kapadia, pero criticó la secuencia de violación como "absoluta lascivia" y "vulgaridad que salpica a través de la pantalla".  Revista feminista Manushicriticó su baja calidad cinematográfica, incluido el absurdo de las escenas de acción y el "tipo de excitación fea" en la escena de la violación, pero creía que Kapadia trajo "una convicción a su papel que es rara entre las heroínas de Bombay" con su actuación, que es " discreta, conmovedora y encantadora sin ser en absoluto aferrada o seductora ". [76] Kapadia trabajó con Rajkumar Kohli en dos películas más en 1988: el drama de acción Saazish y la película de terror Bees Saal Baad , una nueva versión de la película de 1962 del mismo nombre .  Fue la estrella de acción Bijli en Mera Shikar , una saga de venganza dirigida por Keshu Ramsay , interpretando a una joven que alguna vez fue feliz y entrena enartes marciales para castigar a un gángster notorio por los crímenes infligidos a su hermana. La película fue descrita como un "animador extraordinariamente hábil" por Subhash K. Jha , quien la prefirió al "sensacionalismo sórdido" de Zakhmi Aurat y señaló la "moderación inusual" con la que se logró la transformación de Bijli. 
En 1989, Kapadia apareció en Ram Lakhan , dirigida por Subhash Ghai , que fue un éxito de crítica y público, convirtiéndose en la segunda película hindi más taquillera del año y obteniendo ocho nominaciones en los 35th Filmfare Awards. Interpretó a una cortesana convertida en otra mujer vengativa en Pati Parmeshwar , que fue lanzada luego de una batalla judicial de dos años muy publicitada con la Junta Central de Certificación de Películas (CBFC). El CBFC prohibió inicialmente la proyección de la película por su percepción de glorificación de la sumisión de las mujeres.a través del carácter de la esposa perdonadora que está en el "innoble servilismo" de su marido.  Otras películas protagonizadas por Kapadia que años incluyen Babbar Subhash 's Pyar Ke Naam Qurbaan , frente Mithun Chakraborty , y JP Dutta ' s película de acción Batwara , frente Dharmendra y Vinod Khanna . 
Década de 1990
En la década de 1990, Kapadia comenzó a aventurarse más en las películas de autor , conocidas en India como cine paralelo , y luego citó un "anhelo interno de exhibir mi mejor potencial".  Esas películas incluyen Drishti (1990), Lekin ... (1991), Rudaali (1993) y Antareen (1993). Drishti , un drama matrimonial dirigido por Govind Nihalani , protagonizó a Kapadia y Shekhar Kapur como una pareja casada del medio intelectual de Mumbai y siguió sus pruebas y tribulaciones, relaciones extramaritales, divorcio y reconciliación final después de años de separación. Por su interpretación aclamada por la crítica de la mujer de carrera Sandhya, fue nombrada Mejor Actriz (Hindi) del año por la Asociación de Periodistas de Cine de Bengala . Una revisión en The Indian Express se refirió a su actuación como "sensible", presumiendo que su propia separación podría haber contribuido a su comprensión del papel.  La película fue reconocida como la Mejor Película Hindi de ese año en los Premios Nacionales de Cine anuales , y la revista Frontline sugirió que Kapadia debería haber ganado el premio a Mejor Actriz en la misma función. Basado enEl cuento de Rabindranath Tagore Hungry Stones (1895), el misterio romántico de Gulzar , Lekin ... protagonizó a Kapadia como un espíritu inquieto que busca la liberación, Reva, que acecha un antiguo palacio y aparece intermitentemente en presencia de un arquitecto durante su visita de trabajo. en Rajasthan. Kapadia a menudo ha citado este papel como un favorito personal y el pináculo de su carrera, y deseaba que hubiera tenido más tiempo en pantalla en la película. Para que su personaje fuera más veraz, Gulzar le prohibió a Kapadia parpadear durante la filmación, tratando de capturar una "mirada fija e interminable" que le daría "una sensación de ser surrealista".  Lekin ...fue popular entre los críticos,  y la actuación de Kapadia le valió una tercera nominación a Filmfare.  Subhash K. Jha describió a Reva como "la esencia de la evanescencia" y tomó nota de la "intensa tragedia" con la que Kapadia jugó el papel. 
En 1991, Kapadia interpretó a una joven viuda en el drama militar Prahaar , la primera aventura como directora de la actriz Nana Patekar , con quien colaboraría en varias otras películas.  La película, coprotagonizada por Patekar y Madhuri Dixit , recibió una bienvenida bienvenida por parte de la crítica. Kapadia y Dixit acordaron actuar sin usar maquillaje ante la insistencia de Patekar de que parezcan naturales en la pantalla.  Si bien las actrices se destacaron por su trabajo, la mayor parte de los elogios fueron para Patekar.  Recibió más atención de la crítica cuando interpretó a una recepcionista de oficina con principios frente a Sunny Deol en la película de acción Narsimha .  Kapadia protagonizó junto a Amitabh Bachchan enla fantasía Ajooba de Shashi Kapoor , una coproducción indo-rusa basada en la mitología árabe y ambientada en el reino afgano de Baharistan. Interpretó a Rukhsana, una joven que viene de la India para rescatar a su padre, el mago de la corte Ameer Baba, de la prisión.  En Haque(1991), un drama político dirigido por Harish Bhosle y con guion de Mahesh Bhatt, interpretó a Varsha B. Singh, una mujer hindú ortodoxa que está casada con un político influyente y que sufre un aborto espontáneo tras un asalto criminal. La historia sigue cómo Varsha desafía a su esposo después de años de servidumbre cuando, por razones políticas, se niega a emprender acciones legales contra los agresores. El autor Ram Awatar Agnihotri la destacó por interpretar al personaje de manera valiente y convincente. 
Maarg , su segundo proyecto bajo la dirección de Mahesh Bhatt, se retrasó varios años antes de su eventual lanzamiento directo a video a fines de 1992.  La película trataba sobre políticas de poder dentro de un ashram y presentaba a Kapadia como Uma, una prostituta que trabajaba para elección.  El crítico Iqbal Masood lo consideró "una poderosa sátira" con "excelentes actuaciones".  Tal fue la intensidad de representar al personaje que la dejó al borde de un colapso después de que terminó el rodaje, según Bhatt.  Luego interpretó a Barkha, una mujer soltera que abandona a su hija prematrimonial al nacer, en eldebut como directora de Hema Malini , Dil Aashna Hai (1992). En Shashilal K. Nair 's Angaar (1992), un drama basado en la vida de un submundo don, interpretó a Mili, un huérfano sin hogar recogido por un hombre en paro, interpretado por Jackie Shroff.  Aunque económicamente fracasó,la actuación de Angaar y Kapadia recibió críticas positivas de los críticos, y Meena Iyer de The Times of India la calificó como "una de las películas de mafia más atractivas que han salido de Bollywood".
En 1993, Kapadia ganó el Premio Nacional de Cine a la Mejor Actriz por su actuación en Rudaali , un drama dirigido por Kalpana Lajmi .  Interpretó al personaje central de Shanichari, una mujer de pueblo asamés solitaria y endurecida que, a lo largo de una vida de infortunios, nunca ha llorado y ahora se enfrenta al desafío de un nuevo trabajo como doliente profesional .  La mención para el premio describió su actuación como una "interpretación convincente de las tribulaciones de una mujer solitaria devastada por una sociedad cruel".  En una reseña positiva, Chidananda Dasgupta escribió para Cinemayade las limitaciones que enfrentan los actores en las películas convencionales y las vinculó con su interpretación: "Dimple Kapadia tiene suficiente experiencia en la convención [del cine comercial] para poder usar algunos de sus elementos y suficiente conocimiento de las técnicas de actuación para crear una persona real. Por lo tanto, puede hacer que su Shanichari sea más grande que la vida y creíble ".  Aparte de una tercera nominación de Filmfare a Mejor Actriz por el papel, ganó el Premio de la Crítica de Filmfare a la Mejor Actriz y fue reconocida con los honores de Mejor Actriz en el Festival de Cine de Asia-Pacífico y el Festival de Cine Internacional de Damasco .  Rudaali fue la comunicación de la India al66 Premios de la Academia a la Mejor Película en Lengua Extranjera .  En 2010, la revista Filmfare incluyó su trabajo en la película en su lista de "80 actuaciones icónicas". 
Otra nominación a Filmfare por Kapadia llegó ese año por su papel secundario como Shanti, una prostituta callejera cuyo esposo e hijo fueron quemados vivos, en el drama Gardish, dirigido por Priyadarshan . Una adaptación de la película malayalam de 1989 Kireedam , la película protagonizada por Jackie Shroff y Amrish Puri .  El Indian Express elogió el "guión, los personajes vívidos y los diálogos poderosos" de la película y destacó la capacidad de Kapadia para atraer la atención del público.  El drama bengalí de 1993 de Mrinal Sen , Antareen , adaptado del cuento Badshahat ka Khatama de Saadat Hasan Manto (1950), fue el primer proyecto no hindi en el que Kapadia participó desde Vikram (1986).  Interpretó a una mujer atrapada en un matrimonio sin amor. Insistiendo en interpretar su papel de manera espontánea, Kapadia se negó a inscribirse en un curso intensivo de bengalí porque sentía que podría hablarlo de manera convincente.  Su voz fue finalmente doblada por Anushua Chatterjee, una decisión con la que Kapadia no estaba contenta.  Antareen fue bien recibida y fue nombrada Mejor Película Bengalí en los 41º Premios Nacionales de Cine , pero Kapadia, insatisfecha con el resultado, la descartó como "una mala película". En 1994, el periodista Kapadia retratado Meghna Dixit, una víctima de violación que convence a un hombre del pueblo alcohólico y desempleado para ser un campeón de la justicia para los que le rodean, junto con Nana Patekar en Mehul Kumar 's Krantiveer .  Un éxito económico, la película emergió como la tercera película más taquillera del año en India. Por su actuación, Kapadia recibió su cuarto premio Filmfare, esta vez en la categoría de Mejor Actriz de Reparto . 
Después de Antareen , se esperaba que Kapadia trabajara en películas más independientes, pero se tomó una pausa de tres años en la actuación, y luego explicó que estaba "emocionalmente agotada".  Regresó al cine comercial en 1996, interpretando a la esposa de Amitabh Bachchan en Mrityudaata de ese mismo año , una vez más bajo la dirección de Mehul Kumar.  La película fue un fracaso comercial y de crítica, con India Today haciendo una panorámica de su "narración a nivel de cómic".  La revista especializada Film Information declaró que Kapadia tenía un talento que "no valía la pena para ella", y ella misma compartía sentimientos similares. Su siguiente lanzamiento fue El misterio de asesinato 2001: Do Hazaar Ek (1998), que finalmente fue rechazado por la audiencia a pesar de una apertura más fuerte.  Apareció junto a Jackie Shroff en Laawaris (1999), en un papel que no le permitía "hacer mucho más que gritar", según Hindustan Times , con Sharmila Taliculam de Rediff criticando la película por su guion formulado y la falta de originalidad. A esto le siguió su último largometraje de la década, Hum Tum Pe Marte Hain , en el que interpretó el papel de Devyani Chopra, la estricta madre de una familia adinerada.  Subhash K. Jha calificó la película de "vergüenza", mientras que Suparn Verma hizo una crítica mordaz de la actuación de Kapadia, señalando que ella "lleva un ceño permanente" durante toda la película.
2000
En la primera película del milenio de Kapadia, coprotagonizó el debut como directora de Farhan Akhtar , Dil Chahta Hai (2001). Representando la vida cotidiana contemporánea de la juventud adinerada de la India, está ambientada en la moderna Mumbai urbana y se centra en un período importante de transición en las vidas de tres jóvenes amigos ( Aamir Khan , Saif Ali Khan y Akshaye Khanna ). Kapadia interpretó el papel de Tara Jaiswal, una mujer alcohólica de mediana edad, diseñadora de interiores de profesión y divorciada a la que no se le permite reunirse con su hija.  La película presenta su historia a través del personaje de Siddharth (Khanna), un hombre mucho más joven con quien se hace amigo y que finalmente se enamora profundamente de ella. Dijo que hacer la película fue una experiencia enriquecedora y dijo que su papel era "un papel por el que morir".  Los críticos elogiaron a Dil Chahta Hai como una película innovadora por su retrato realista de la juventud india.  La película funcionó bien en las grandes ciudades, pero fracasó en las zonas rurales, lo que los críticos atribuyeron al estilo de vida urbano representado en la película.  Saibal Chatterjee , en una reseña para Hindustan Times , señaló, "Dimple Kapadia, en un papel breve, algo subdesarrollado, presenta un estudio conmovedor de la soledad". 
En 2002, Kapadia interpretó el papel principal en el drama Leela , una producción estadounidense dirigida por Somnath Sen y coprotagonizada por Deepti Naval , Vinod Khanna y Amol Mhatre. La parte de Kapadia, escrita especialmente para ella, es la de una mujer casada de cuarenta años y profesora de la Universidad de Mumbai que, después de la muerte de su madre, pierde el sentido de la felicidad y acepta un trabajo como profesora visitante de Asia meridional. estudios en California. La historia sigue la aclimatación de Leela a su nuevo entorno y particularmente su relación con uno de sus estudiantes allí, Kris (Mhatre), un joven indio-americano. Kapadia estaba muy nerviosa durante el rodaje de la película, pero creía que la tensión ayudó a elevar su actuación. La película fue valorada favorablemente por varios críticos estadounidenses, entre los que Maitland McDonagh de TV Guide escribió: "Dimple Kapadia brilla en este melodrama familiar ... [su] interpretación inteligente y matizada es la lo más destacado de la película ".  Las revisiones en la India aprobaron igualmente el trabajo de Leela y Kapadia.
En 2004, interpretó el papel principal de la esposa del ejército Sandra Williams en Hum Kaun Hai? , un thriller sobrenatural. La película se abrió a una recepción crítica mixta, pero los críticos creían que la actuación y la presencia carismática de Kapadia realzaban un guion por lo demás débil.  2005 vio a Kapadia y Rishi Kapoor reunirse como pareja principal por tercera vez después de Bobby (1973) y Saagar (1985) en Pyaar Mein Twist.. Interpretaron a dos padres solteros de mediana edad que se enamoran y luego tienen que lidiar con la reacción de sus hijos. La película generó críticas en su mayoría negativas, pero los críticos coincidieron en que la química entre la pareja principal era razón suficiente para verla, reconociendo el valor nostálgico de la pareja. Pocas personas fueron a ver la película; en dos semanas se declaró un fracaso. 
En 2006, Kapadia coprotagonizó con Saif Ali Khan y Naseeruddin Shah la comedia negra Being Cyrus , una película independiente en inglés y el debut como director de Homi Adajania .  Interpretó el papel de Katy, la neurótica e infiel esposa de Shah que tiene un romance con Cyrus (interpretado por Khan), un joven vagabundo que entra en su casa como asistente. La película fue bien recibida en varios festivales de cine antes de su estreno teatral en la India, en la que fue acogida por la crítica y el público, obteniendo una ganancia considerable con su pequeño presupuesto.  Aunque la BBCPoonam Joshi declaró que "el descenso a la desesperación de Katy de Dimple Kapadia es fascinante",  otros críticos como Derek Elley de Variety y Shradha Sukumaran de Mid Day la criticaron por sobreactuar en exceso. Luego interpretó a una rica mujer brahmán cuya hija se enamora de un hombre de una casta inferior en la mística historia de amor Banaras (2006). 
En Phir Kabhi (2008), el romance de VK Prakash , Kapadia y Mithun Chakraborty interpretaron a personas mayores que se conocen en una reunión escolar y reavivan su romance de la escuela secundaria. La película recibió siete premios en el Festival de Cine de Carrete de Los Ángeles, incluido el Premio a la Mejor Película en la sección de Largometraje Narrativo. Fue lanzado un año más tarde directo a video y, al mismo tiempo, fue la primera película en hindi que se distribuyó a través de plataformas de pago por evento directo a casa (DTH). A petición de su yerno Akshay Kumar, prestó su voz al personaje de Devi, la madre del elefante Jumbo (con la voz de Kumar) en la película animada Jumbo. (2008), una nueva versión de la animación por computadora tailandesa de 2006 Khan Kluay .
Kapadia fue elegida para la primera aventura como directora de Zoya Akhtar , Luck by Chance (2009), una versión satírica de la industria cinematográfica hindi.  Interpretó el papel de Neena Walia, una antigua superestrella, a la que se hace referencia en la película como "un cocodrilo con un sari de gasa", que lucha por lanzar a su pequeña hija al negocio del cine.  Se pidió a Kapadia para el papel porque requería una actriz que fuera una protagonista principal en el pasado. Akhtar notó el retrato vanguardista de Kapadia, con la naturaleza voluble del personaje interpretado entre dos extremos de "sol cálido y suave" o "duro, frío, acerado". Suerte por casualidadabrió a una cálida respuesta crítica, aunque sus ingresos financieros fueron modestos.  Los críticos apreciaron la actuación de Kapadia, que le valió una nominación a Mejor Actriz de Reparto en Filmfare.  Deepa Karmalkar de Screen la caracterizó como "gloriosamente perra",  mientras que Avijit Ghosh de The Times of India creía que Kapadia había entregado "una de sus actuaciones más matizadas" en un personaje que él encontraba "raro". de madre de película hindi ", que es" de ojos de halcón, dura como las uñas pero vanagloriosa y, de una manera extraña, vulnerable también ".
Década de 2010
En 2010, Kapadia interpretó el pequeño papel de la madre asmática de Salman Khan en Dabangg (2010), que emergió como la película más popular del año en India, así como la segunda película hindi más taquillera de todos los tiempos hasta ese momento. punto. Las críticas sobre Kapadia fueron mixtas, con Shubhra Gupta descartándola como "ridículamente equivocada" y Blessy Chettiar de DNA India comparando su personaje con "las madres del cine hindi de antaño, abnegadas, divididas entre relaciones, un poco exagerado, agradable sin embargo ". Tum Milo Toh Sahi , estrenada el mismo año, fue una comedia romántica en la que interpretó a Delshad Nanji, una parsimujer encargada de un café iraní , que se enamora de un hombre interpretado por Nana Patekar. Kapadia empleó un acento parsi para el papel y, mientras se preparaba, visitó varios cafés iraníes en Mumbai para comprender sus conceptos culturales básicos y conocer el estado de ánimo del personaje. La película se abrió con críticas promedio, pero su actuación recibió comentarios generalmente positivos.  Anupama Chopra criticó a su personaje, creyendo que "se convierte en caricatura", pero escribió que Kapadia "la interpreta con afecto y energía y al menos se divierte haciéndolo".  La única película de Kapadia de 2011 fue Patiala House de Nikhil Advani ., una película de deportes que gira en torno al cricket en la que fue elegida como la esposa de Rishi Kapoor y su yerno, la madre de Akshay Kumar. Kapadia actuó en su primera película en idioma malayalam, Bombay Mittayi en 2011, para lo cual comenzó a aprender el idioma. Interpretó a la esposa de un célebre cantante de Ghazal , interpretado por Amar Singh , a cuyo pedido se le ofreció el papel.
Kapadia colaboró con Homi Adajania dos veces más en 2012 y 2014, en Cocktail y Finding Fanny , respectivamente, con éxito crítico y comercial. La comedia romántica Cocktail la vio interpretar a la ruidosa madre punjabi de Saif Ali Khan, Kavita Kapoor, un papel al que Aniruddha Guha de DNA India se refirió como un "verdadero placer".  Creyendo que Adajania es una directora capaz de sacar lo mejor de ella, Kapadia expresó interés en la road movie satírica Finding Fanny cuando conoció el guion mientras filmaba Cocktail . Interpretó a Rosalina "Rosie" Eucharistica, una mujer que se une a la viuda de su difunto hijo (Deepika Padukone ) en un viaje por carretera, un papel para el que se le pidió que usara una pesada prótesis posterior.  Obtuvo una cuarta nominación a Mejor Actriz de Reparto en Filmfare por su interpretación; Rachel Saltz de The New York Times escribió que Kapadia "habita y realza su papel" y "se aleja de la caricatura e incluso extrae algo de humor del guión poco divertido".
En 2013, Kapadia interpretó al protagonista de la comedia What the Fish , interpretando a Sudha Mishra, una iracunda divorciada con sede en Delhi que, a regañadientes, confía a su sobrina la responsabilidad de cuidar de su casa mientras ella está visitando a su hijo. Ella estaba entusiasmada con el papel, sintiéndose desafiada a retratar sus diferentes rasgos.  Las críticas tanto de la película como del trabajo de Kapadia fueron mixtas. El Times of India criticó el guion de la película por hacer que "la cita de Kapadia con la comedia parezca ruidosa y forzada", y Raja Sen consideró a su personaje "posiblemente el papel más olvidable de su carrera".  Sarita A. Tanwar de DNA India, por otro lado, consideró la película "un intento de entretenimiento bastante audaz" y sintió que Kapadia estaba "en plena forma", con comentarios igualmente positivos escritos por Subhash K. Jha. Durante el resto de la década, Kapadia volvió a filmar solo dos veces para dos papeles menores en las comedias de acción Welcome Back (2015) y Dabangg 3 (2019). Ella jugó un conwoman en Anees Bazmee 's Welcome Back , junto con un reparto encabezado por Anil Kapoor y Nana Patekar. Mihir Fadnavis de Hindustan Times describió su papel como un "cameo extenso y embarazoso", pero Rajeev Masand tomó nota de su "gracioso" Dabangg 3 , la tercera entrega de lo que se había convertido en la serie de películas Dabangg y una precuela de la primera, la vio repetir brevemente el papel de Naina Devi después de una pausa de cuatro años. 
2020
En su primera película de la década, Kapadia apareció junto a Irrfan Khan y Kareena Kapoor Khan en su cuarto esfuerzo bajo la dirección de Homi Adajania, la comedia dramática Angrezi Medium (2020). Una secuela espiritual a la película de 2017 Hindi Medio , la película fue estrenada en cines en la India el 13 de marzo en medio de la pandemia de COVID-19 , lo que afectó su rendimiento comercial debido al cierre de las salas de cine. Los planes iniciales para un relanzamiento se cancelaron y estuvo disponible digitalmente menos de un mes después.  Interpretó a la estricta dueña de una tienda y a la madre de Kapoor Khan, un papel de Vinayak Chakravorty, escribiendo para Outlook , el pensamiento "se utilizó para resaltar la soledad entre los ancianos", pero se cree que podría haber sido más fuerte.  Kapadia interpretó a continuación a un traficante de armas en Tenet, el thriller de espías de Christopher Nolan. Su prueba de pantalla para el papel fue filmada en 2019 por Adajania antes de que comenzara la filmación para Angrezi Medium .  Richard Roeper de Chicago Sun-Times escribió que ella "roba silenciosamente todas las escenas en las que se encuentra" y Guy Lodge of Variety opinó que había dado la "actuación más astuta" de la película.
Los proyectos futuros de Kapadia incluyen Brahmāstra , la fantasía de acción de Ayan Mukerji , la comedia sin título de Dinesh Vijan y la serie web política Amazon Prime de Ali Abbas Zafar , Dilli .

## Películas
| Año  | Cinta                     | Personaje                     | Notas |
| ---- | ------------------------- | ----------------------------- | --- |
| 1973 | Bobby                     | Bobby J. Braganza             | Filmfare Award for Best Actress                                                                                        |
| 1984 | Zakhmi Sher               | Anu Gupta                     | |
| 1984 | Manzil Manzil             | Seema Malhotra                | |
| 1985 | Aitbaar                   | Neha Khanna                   | |
| 1985 | Lavaa                     | Rinku Dayal                   | |
| 1985 | Arjun                     | Geeta Sahani                  | |
| 1985 | Pataal Bhairavi           | Yaskankya                     | |
| 1985 | Saagar                    | Mona D'Silva                  | Filmfare Award for Best Actress                                                                                        |
| 1986 | Vikram                    | Princess Inimaasi             | Tamil film |
| 1986 | Janbaaz                   | Reshma Rai                    | |
| 1986 | Allah Rakha               | Julie Khera                   | |
| 1987 | Insaniyat Ke Dushman      | Shilpa                        | |
| 1987 | Insaaf                    | Sonia / Dr. Sarita            | |
| 1987 | Kaash                     | Pooja                         | |
| 1988 | Saazish                   | Meena                         | |
| 1988 | Mera Shikar               | Bijli                         | |
| 1988 | Gunahon Ka Faisla         | Shanu/Durga                   | |
| 1988 | Bees Saal Baad            | Nisha                         | |
| 1988 | Aakhri Adaalat            | Rima Kapoor                   | |
| 1988 | Kabzaa                    | Dr. Smita                     | |
| 1988 | Mahaveera                 | Dolly                         | |
| 1988 | Zakhmi Aurat              | Kiran Dutt                    | |
| 1988 | Ganga Tere Desh Mein      | Princess                      | |
| 1989 | Ram Lakhan                | Geeta Kashyap                 | |
| 1989 | Action                    |                               | |
| 1989 | Touhean                   | Deepika Srivastava            | |
| 1989 | Batwara                   | Jinna                         | |
| 1989 | Sikka                     | Shobha                        | |
| 1989 | Shehzaade                 | Aarti                         | Uncredited |
| 1989 | Ladaai                    | Billoo                        | |
| 1990 | Pati Parmeshwar           | Durga                         | |
| 1990 | Kali Ganga                |                               | |
| 1990 | Jai Shiv Shankar          |                               | Unreleased |
| 1990 | Aag Ka Gola               | Aarti                         | |
| 1990 | Pyar Ke Naam Qurbaan      | Rajkumari Devika Singh        | |
| 1990 | Drishti                   | Sandhya                       | |
| 1991 | Lekin...                  | Reva                          | Nominated—Filmfare Award for Best Actress                                                                              |
| 1991 | Prahaar: The Final Attack | Kiran                         | |
| 1991 | Naramsimha                | Anita V. Rastogi              | |
| 1991 | Mast Kalandar             | Prit Kaur                     | |
| 1991 | Haque                     | Varsha B. Singh               | |
| 1991 | Khoon Ka Karz             | Tara K. Lele                  | |
| 1991 | Dushman Devta             | Gauri                         | |
| 1991 | Ajooba                    | Rukhsana Khan                 | |
| 1991 | Ranbhoomi                 | Prostitute                    | |
| 1992 | Karm Yodha                | Namita                        | |
| 1992 | Angaar                    | Mili                          | |
| 1992 | Dil Aashna Hai            | Barkha                        | |
| 1993 | Rudaali                   | Shanichari                    | National Film Award for Best Actress Filmfare Critics Award for Best Actress Nominated—Filmfare Award for Best Actress |
| 1993 | Gunaah                    | Kavita Sharma                 | |
| 1993 | Aaj Kie Aurat             | Roshni Verma                  | |
| 1993 | Gardish                   | Shanti                        | Nominated—Filmfare Award for Best Supporting Actress                                                                   |
| 1994 | Pathreela Raasta          | Gayatri Sanyal                | |
| 1994 | Krantiveer                | Megha Dixit                   | Filmfare Award for Best Supporting Actress                                                                             |
| 1994 | Antareen                  | The Woman                     | Bengali film |
| 1997 | Share Bazaar              |                               | Special appearance |
| 1997 | Agnichakra                | Rani                          | |
| 1997 | Mrityudata                | Mrs. Janki Ghayal             | |
| 1998 | 2001: Do Hazaar Ek        | Mrs. Roshni Sharma            | |
| 1999 | Laawaris                  | Mrs. Kavita Saxena            | |
| 1999 | Hum Tum Pe Marte Hain     | Devyani                       | |
| 2001 | Dil Chahta Hai            | Tara Jaiswal                  | |
| 2002 | Leela                     | Leela                         | |
| 2004 | Hum Kaun Hai?             | Sandra Williams               | |
| 2005 | Pyaar Mein Twist          | Sheetal Arya                  | |
| 2006 | Being Cyrus               | Katy Sethna                   | |
| 2006 | Banaras                   | Gayatri                       | |
| 2008 | Phir Kabhi                | Ganga                         | |
| 2008 | Jumbo                     | Devi (voice)                  | |
| 2009 | Luck by Chance            | Neena Walia                   | Nominated—Filmfare Award for Best Supporting Actress                                                                   |
| 2010 | Tum Milo Toh Sahi         | Delshad Nanji                 | |
| 2010 | Dabangg                   | Naini P. Pandey               | |
| 2011 | Patiala House             | Mrs. Kahlon                   | |
| 2012 | Bombay Mittayi            | Mrs. Mansoor                  | Malayalam film |
| 2012 | Cocktail                  | Kavita Kapoor                 | |
| 2013 | What the Fish             | Sudha Mishra                  | |
| 2014 | Gollu Aur Pappu           | Amma                          | |
| 2014 | Finding Fanny             | Rosalina "Rosie" Eucharistica | Nominated—Filmfare Award for Best Supporting Actress                                                                   |
| 2015 | Welcome Back              | Poonam / Maharani Padmavati   | |
| 2019 | Dabangg 3                 | Naini Devi                    | |
| 2020 | Angrezi Medium            | Mrs. Sampada Kohli            | |
| 2020 | Tenet                     | Priya                         | English film |
| 2020 | Brahmastra                | TBA                           | Post-production |